# Brabham BT51
Brabham BT51 – samochód Formuły 1 zaprojektowany przez Gordona Murraya dla Brabhama na sezon 1983. Nigdy nie wziął udziału w Grand Prix.

## Historia
Na sezon 1983 ówczesny prezydent FISA, Jean-Marie Balestre, zakazał używania fartuchów na boku samochodów. Dla Brabhama oznaczało to, że nie posiadają nowoczesnego samochodu, jako że niedysponujący fartuchami model BT49C jest przestarzały. W tym celu projektant Brabhama, Gordon Murray, skonstruował model BT51. Samochód ten wykorzystywał efekt przypowierzchniowy, jako że szef zespołu Bernie Ecclestone był przekonany, że wykorzystanie tego efektu będzie dozwolone w sezonie 1983. Zbiornik paliwa w samochodzie był mały, ponieważ Brabham planował stosować w trakcie wyścigów strategię pit stopów. Samochód był testowany przez kierowców zespołu: Nelsona Piqueta i Riccardo Patrese. FISA zabroniła później jednak stosowania samochodów wykorzystujących efekt przypowierzchniowy, przez co rozwój samochodu został zarzucony i skonstruowano model BT52.